# 유성검
《유성검》(流星劒)은 한국에서 제작된 김진태 감독의 1977년 영화이다. 여소룡 등이 주연으로 출연하였고 강대진 등이 제작에 참여하였다.

## 출연

### 주연
- 여소룡
- 배수천

## 기타
- 조명: 마용천
- 미술: 김성배